# Albillos
Albillos település Spanyolországban, Burgos tartományban. Albillos Villalbilla de Burgos, Villagonzalo Pedernales, Arcos de la Llana, Cayuela, Estépar, Cavia és Buniel községekkel határos. Lakosainak száma 214 fő (2024).

## Népesség
A település lakosságának változását az alábbi diagram mutatja:
| Lakosok száma | 154  | 197  | 211  | 212  | 210  | 223  | 213  | 209  | 221  | 214  |
|               | 2001 | 2004 | 2006 | 2009 | 2011 | 2014 | 2016 | 2019 | 2021 | 2024 |